# كريستيان هورفاث
كريستيان هورفاث (بالألمانية: Christian Horvath)‏ هو متزلج فني نمساوي، ولد في 7 نوفمبر 1981 في فيلدكيرخ في النمسا.

## وصلات خارجية
- كريستيان هورفاث على موقع الاتحاد الدولي للتزلج (الإنجليزية)